# Bryan Lake
Bryan Lake (San Diego) es un deportista estadounidense que compitió en vela en la clase Formula Kite. Ganó una medalla de bronce en el Campeonato Mundial de Formula Kite de 2011.

## Palmarés internacional
| \| Campeonato Mundial \| Campeonato Mundial \| Campeonato Mundial \| Campeonato Mundial \| \| Año \| Lugar \| Medalla \| Clase \| \| ------------------ \| --------------------- \| ------------------ \| ------------------ \| \| 2011 \| Westerland (Alemania) \| Medalla de bronce \| Formula Kite \| |                       |                   |              |
| Campeonato Mundial |                       |                   |              |
| Año | Lugar                 | Medalla           | Clase        |
| 2011 | Westerland (Alemania) | Medalla de bronce | Formula Kite |